# Lista över fornlämningar i Enköpings kommun (Löt)
Lista över fornlämningar i Enköpings kommun (Löt) är en förteckning av ett urval av de fornlämningar som finns i Löt i Enköpings kommun.
| Namn                        | Lämningstyp         | Tillkomsttid | Historisk indelning | Plats | Läge                 | ID-nr          | Bild                                      |
| --------------------------- | ------------------- | ------------ | ------------------- | ----- | -------------------- | -------------- | ----------------------------------------- |
| Löt 1:1                     | Runristning         |              | Löt, Uppland        |       | 59.552526, 17.306398 | 10025800010001 | Ladda upp en bild av detta fornminne      |
| Löt 2:1                     | Runristning         |              | Löt, Uppland        |       | 59.549670, 17.304979 | 10025800020001 | Ladda upp en bild av detta fornminne      |
| Löt 3:1                     | Gravfält            |              | Löt, Uppland        |       | 59.551758, 17.318889 | 10025800030001 | Ladda upp en bild av detta fornminne      |
| Löt 6:1                     | Runristning         |              | Löt, Uppland        |       | 59.568138, 17.321777 | 10025800060001 | Ladda upp en till bild av detta fornminne |
| Löt 6:2                     | Runristning         |              | Löt, Uppland        |       | 59.568138, 17.321777 | 10025800060002 | Ladda upp en till bild av detta fornminne |
| Löt 7:1                     | Runristning         |              | Löt, Uppland        |       | 59.574389, 17.326402 | 10025800070001 | Ladda upp en till bild av detta fornminne |
| Löt 7:2                     | Runristning         |              | Löt, Uppland        |       | 59.574292, 17.326366 | 10025800070002 | Ladda upp en till bild av detta fornminne |
| Löt 8:1                     | Hög                 |              | Löt, Uppland        |       | 59.575501, 17.314068 | 10025800080001 | Ladda upp en bild av detta fornminne      |
| Löt 10:1                    | Stensättning        |              | Löt, Uppland        |       | 59.558657, 17.327479 | 10025800100001 | Ladda upp en bild av detta fornminne      |
| Löt 11:1                    | Stensättning        |              | Löt, Uppland        |       | 59.556673, 17.321504 | 10025800110001 | Ladda upp en bild av detta fornminne      |
| Löt 11:2                    | Stensättning        |              | Löt, Uppland        |       | 59.556602, 17.321344 | 10025800110002 | Ladda upp en bild av detta fornminne      |
| Löt 13:1                    | Gravfält            |              | Löt, Uppland        |       | 59.573710, 17.331438 | 10025800130001 | Ladda upp en bild av detta fornminne      |
| Löt 14:1                    | Runristning         |              | Löt, Uppland        |       | 59.579752, 17.332024 | 10025800140001 | Ladda upp en till bild av detta fornminne |
| Löt 15:1                    | Gravfält            |              | Löt, Uppland        |       | 59.580427, 17.330879 | 10025800150001 | Ladda upp en bild av detta fornminne      |
| Löt 17:1                    | Gravfält            |              | Löt, Uppland        |       | 59.584360, 17.329874 | 10025800170001 | Ladda upp en bild av detta fornminne      |
| Löt 18:1                    | Gravfält            |              | Löt, Uppland        |       | 59.583579, 17.335985 | 10025800180001 | Ladda upp en bild av detta fornminne      |
| Löt 19:1                    | Stensättning        |              | Löt, Uppland        |       | 59.578771, 17.337072 | 10025800190001 | Ladda upp en bild av detta fornminne      |
| Löt 20:1                    | Gravfält            |              | Löt, Uppland        |       | 59.579229, 17.338701 | 10025800200001 | Ladda upp en bild av detta fornminne      |
| Löt 21:1                    | Gravfält            |              | Löt, Uppland        |       | 59.579797, 17.315012 | 10025800210001 | Ladda upp en bild av detta fornminne      |
| Löt 22:1                    | Gravfält            |              | Löt, Uppland        |       | 59.586382, 17.310497 | 10025800220001 | Ladda upp en bild av detta fornminne      |
| Löt 23:1                    | Stensättning        |              | Löt, Uppland        |       | 59.586143, 17.299228 | 10025800230001 | Ladda upp en bild av detta fornminne      |
| Löt 24:1                    | Stensättning        |              | Löt, Uppland        |       | 59.591092, 17.295370 | 10025800240001 | Ladda upp en bild av detta fornminne      |
| Löt 24:2                    | Stensättning        |              | Löt, Uppland        |       | 59.590980, 17.295563 | 10025800240002 | Ladda upp en bild av detta fornminne      |
| Löt 25:1                    | Gravfält            |              | Löt, Uppland        |       | 59.554641, 17.319875 | 10025800250001 | Ladda upp en bild av detta fornminne      |
| Löt 27:1                    | Runristning         |              | Löt, Uppland        |       | 59.562891, 17.297762 | 10025800270001 | Ladda upp en bild av detta fornminne      |
| Löt 29:1                    | Stensättning        |              | Löt, Uppland        |       | 59.551062, 17.325259 | 10025800290001 | Ladda upp en bild av detta fornminne      |
| Löt 30:1                    | Gravfält            |              | Löt, Uppland        |       | 59.555455, 17.307080 | 10025800300001 | Ladda upp en bild av detta fornminne      |
| Löt 31:1                    | Hög                 |              | Löt, Uppland        |       | 59.586686, 17.323280 | 10025800310001 | Ladda upp en bild av detta fornminne      |
| Löt 32:1                    | Gravfält            |              | Löt, Uppland        |       | 59.583171, 17.367317 | 10025800320001 | Ladda upp en bild av detta fornminne      |
| Löt 34:1                    | Stensättning        |              | Löt, Uppland        |       | 59.607252, 17.341900 | 10025800340001 | Ladda upp en bild av detta fornminne      |
| Löt 35:1                    | Stensättning        |              | Löt, Uppland        |       | 59.611123, 17.343915 | 10025800350001 | Ladda upp en bild av detta fornminne      |
| Löt 36:1                    | Stensättning        |              | Löt, Uppland        |       | 59.608081, 17.335958 | 10025800360001 | Ladda upp en bild av detta fornminne      |
| Löt 36:2                    | Stensättning        |              | Löt, Uppland        |       | 59.608075, 17.336241 | 10025800360002 | Ladda upp en bild av detta fornminne      |
| Löt 37:1                    | Stensättning        |              | Löt, Uppland        |       | 59.559374, 17.311482 | 10025800370001 | Ladda upp en bild av detta fornminne      |
| Löt 38:2                    | Stensättning        |              | Löt, Uppland        |       | 59.562664, 17.293325 | 10025800380002 | Ladda upp en bild av detta fornminne      |
| Löt 38:3                    | Stensättning        |              | Löt, Uppland        |       | 59.562762, 17.293235 | 10025800380003 | Ladda upp en bild av detta fornminne      |
| Löt 40:1                    | Hällristning        |              | Löt, Uppland        |       | 59.588682, 17.295070 | 10025800400001 | Ladda upp en bild av detta fornminne      |
| Vreta gamla tomt (Löt 46:1) | Lägenhetsbebyggelse |              | Löt, Uppland        |       | 59.595533, 17.345244 | 10025800460001 | Ladda upp en bild av detta fornminne      |
| Löt 51:1                    | Stensättning        |              | Löt, Uppland        |       | 59.585903, 17.360056 | 10025800510001 | Ladda upp en bild av detta fornminne      |
| Löt 51:2                    | Stensättning        |              | Löt, Uppland        |       | 59.586122, 17.360054 | 10025800510002 | Ladda upp en bild av detta fornminne      |
| Löt 52:1                    | Stensättning        |              | Löt, Uppland        |       | 59.585423, 17.359962 | 10025800520001 | Ladda upp en bild av detta fornminne      |
| Löt 54:1                    | Stensättning        |              | Löt, Uppland        |       | 59.584841, 17.365333 | 10025800540001 | Ladda upp en bild av detta fornminne      |
| Löt 55:1                    | Stensättning        |              | Löt, Uppland        |       | 59.579511, 17.366567 | 10025800550001 | Ladda upp en bild av detta fornminne      |
| Löt 58:1                    | Stensättning        |              | Löt, Uppland        |       | 59.598830, 17.340288 | 10025800580001 | Ladda upp en bild av detta fornminne      |
| Löt 60                      | Gravfält            |              | Löt, Uppland        |       | 59.582370, 17.360757 | 12000000109751 | Ladda upp en bild av detta fornminne      |
| Löt 64                      | Stensättning        |              | Löt, Uppland        |       | 59.580030, 17.354741 | 12000000109761 | Ladda upp en bild av detta fornminne      |
| Löt 65                      | Röse                |              | Löt, Uppland        |       | 59.580630, 17.356648 | 12000000109762 | Ladda upp en bild av detta fornminne      |
| Löt 67                      | Stensättning        |              | Löt, Uppland        |       | 59.580842, 17.358197 | 12000000109764 | Ladda upp en bild av detta fornminne      |
| Löt 68                      | Röse                |              | Löt, Uppland        |       | 59.580570, 17.356527 | 12000000109765 | Ladda upp en bild av detta fornminne      |